# Camille Verfaillie
Pour les articles homonymes, voir Verfaillie.
Camille Verfaillie, né à Hooglede (Belgique) le 4 juillet 1892 et décédé le 22 janvier 1980, était un prêtre du Sacré-Cœur (Déhonien) belge, missionnaire au Congo Belge et vicaire apostolique (évêque) de Stanleyville de 1934 à mai 1958.

## Biographie
Camille Verfaillie appartient au premier groupe des élèves de l’école apostolique tenue par les pères du Sacré-Cœur à Tervuren, en Belgique (1904). Entré chez les pères déhoniens il y est ordonné prêtre le 13 juillet 1924 et est envoyé en terre missionnaire, à Stanley Falls au Congo belge, en 1926. 
En 1934, Camille Verfaillie succède à Émile Grison, fondateur et premier vicaire apostolique de Stanley Falls (aujourd’hui Kisangani).  Le 27 mai de la même année il est consacré évêque titulaire d'Oea par le cardinal Van Roey avec comme co-consécrateurs Henricus Lamiroy et Gaston-Antoine Rasneur. Il développe la mission du Nord-Est du Congo belge en un grand vicariat apostolique (appelé alors Stanleyville) qui en 1949 sera divisé en deux vicariats : Stanleyville (plus tard Kisangani) et Wamba. 
Âgé de 65 ans, Camille Verfaillie démissionne en mai 1958. Il n’en participe pas moins, comme évêque émérite, aux quatre sessions du concile Vatican II (1962-1965). Camille Verfaillie meurt le 22 janvier 1980.